# Jip i-yagi
Jip i-yagi (집 이야기?), noto anche con il titolo internazionale I Am Home, è un film del 2019  diretto da Park Je-bum.
La sceneggiatura è ad opera di Yoon Sang-sook.

## Trama
Eun-seo abita a Seul, mentre il padre Jin-cheol, divorziato dalla moglie da molti anni, è rimasto a vivere da solo a Incheon; quando Eun-seo si ritrova a dover lasciare in fretta il proprio alloggio, si ritrova a dover restare momentaneamente insieme a suo padre. Inizialmente la "convivenza" sarà per entrambi motivo di disagio, ma con il passare del tempo porterà i due a riallacciare un rapporto che credevano ormai perduto.

## Distribuzione
In Corea del Sud la pellicola ha goduto di una distribuzione nazionale a cura della CGV Arthouse, a partire dal 28 novembre 2019.